# Saipan

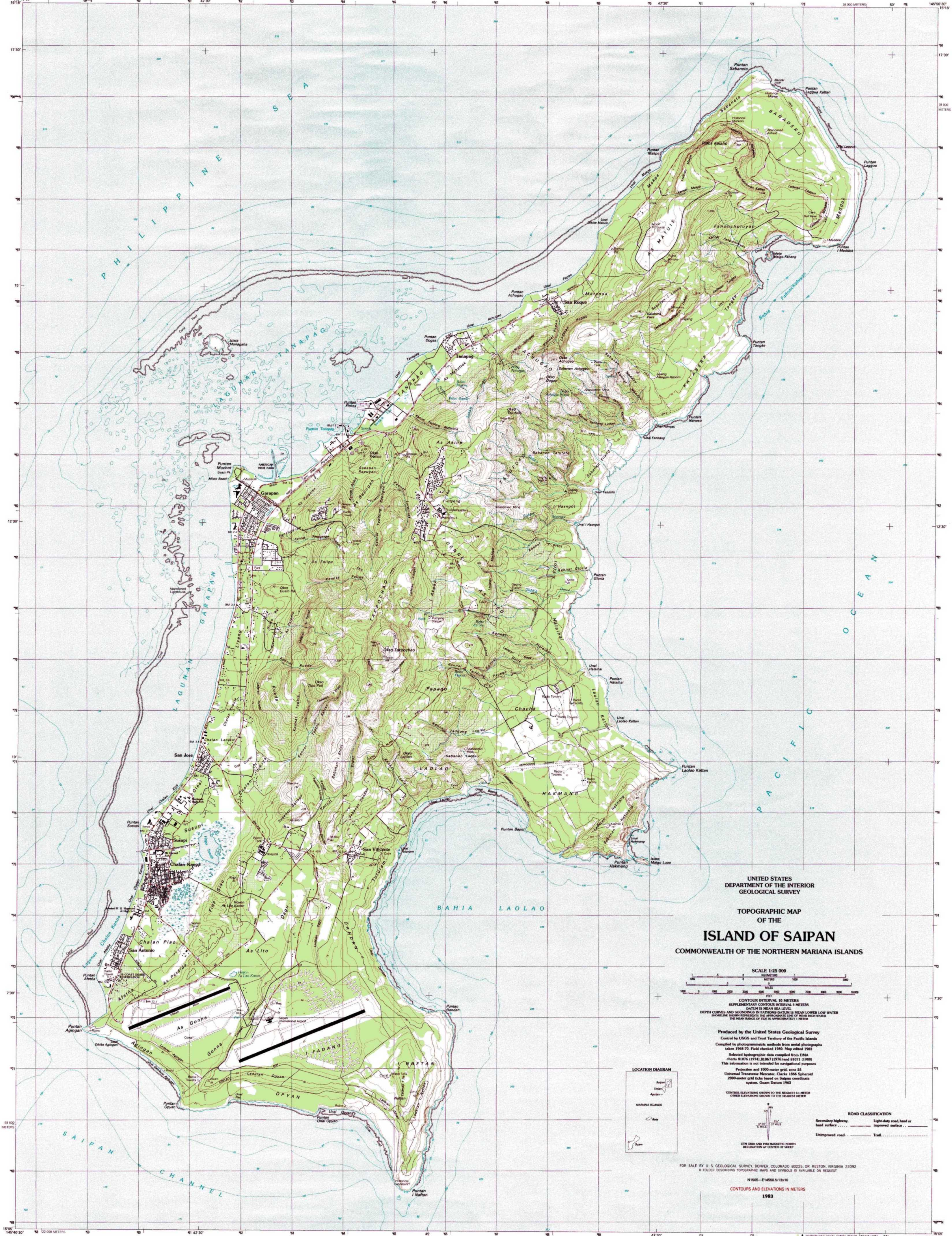
Mapa de Saipan

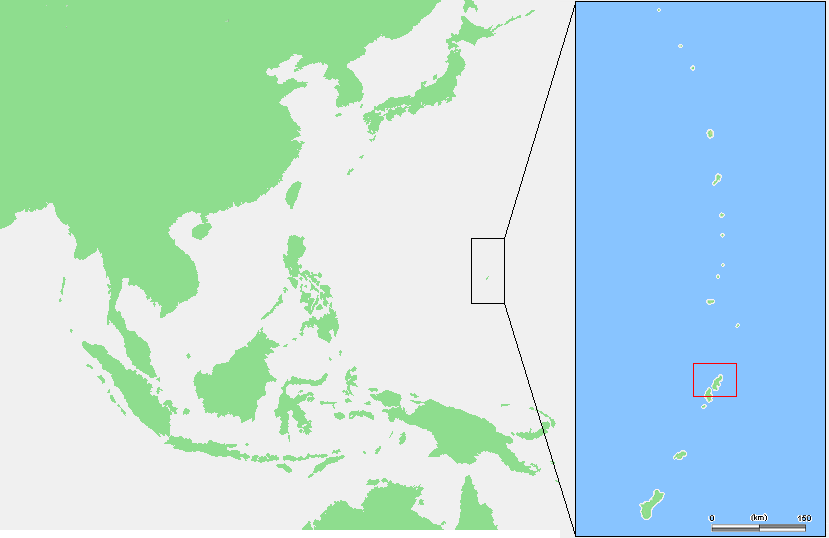
Saipan es troba al nord de les Illes Mariannes

Saipan és l'illa més extensa de les Illes Mariannes septentrionals dels Estats Units, que són una cadena de 15 illes tropicals de l'arxipèlag de les Mariannes a l'oest de l'oceà Pacífic (coordenades:15°10’51”N, 145°45’21”E), amb una superfície total de 115 km² i una població de 62.392 habitants (2000). Es troba a 190 km al nord de Guam. És un lloc molt visitat pel turisme.
El centre governamental està a la vila de Capital Hill a l'illa de Saipan. Tota l'illa forma un únic municipi i sovint la capital és esmentada simplement com Saipan.
L'oest de l'illa té platges sorrenques i un gran llac originat pels corals. L'est està format principalment per penya-segats i roques. El punt més alt és d'origen calcari, Mount Tapochau; fa 480 m. Hi ha un conus de volcà ja extint, Mount Achugao.
Al costat de l'anglès, un 19% de la població parla l'idioma chamorro i ha molts grups ètnics per la immigració de treballadors (un 60% el 2001)) de la Xina, Bangladesh, Filipines, Tailàndia, Vietnam i Cambodja i la segona generació de japonesos, xinesos, coreans i de la Micronèsia.

## Història
Saipan, com Guam, illa de Rota, Tinian, va estar habitada des de l'any 2000 aC. Els espanyols van ser els primers europeus a arribar-hi i l'illa va formar part de les Mariannes. Cap al 1815, hi van arribar molts carolinians des de Satawal quan els chamorros restaren empresonats a Guam. Alemanya governà l'illa des de 1899 fins a la Primera Guerra mundial, a partir de la qual passà al Japó, sota mandat de la Lliga de les Nacions des de 1922. Els japonesos hi desenvoluparen la pesca i el sucre de canya, i en la dècada de 1930 van intensificar la presència del seu exèrcit, i cap 1941 hi havia 30.000 militars, tants com habitants civils, dels quals 25.000 eren civils japonesos.
El 15 de juny de 1944, durant la Segona Guerra mundial, els marines dels Estats Units hi desembarcaren al sud i van mantenir durant tres setmanes la batalla de Saipan contra el Japó; gairebé la totalitat dels 30.000 militars japonesos hi moriren i també milers de civils se suïcidaren als penya-segats Banzai. La pel·lícula de 2002 Windtalkers està basada en aquests fets.
A partir de 1986, es van establir tractats econòmics i exempcions d'impostos amb el govern dels Estats Units que han donat un gran impuls al comerç i el turisme de Saipan.

## Medi ambient
Les parts sense conrear estan cobertes per la jungla (bosc tropical sec), coneguda localment com a Tangan-Tangan. Creixen silvestres els cocoters, les papaies, el pebre de Tailàndia (localment anomenat Donne Sali o Boonie Peppers). Entre els cultius, destaca el mango, taro i la banana. Entre la pesca esportiva hi ha els túnids, entre d'altres.